# Cisara
Cisara, Cisa, Zisa, Cysa eller Ciris er den vendiske gudinde for frugtbarhed. Hendes navn stammer formodentligt fra den romerske gudinde Ceres.
Den tidligste omtale af en gudinde med navngivet Zisa eller Cisa er i en 11. århundrede manuskript, nu i Wien, med titlen Excerptum ex Gallia Historia. Ifølge Excerptum, var byen Augsburg tidligere benævnt Cisaris efter denne gudinde, som reddede byen fra en Romersk invasion den 28. september. På denne dag blev hendes fest fejret, og hendes navn er bevaret som navnet på en bakke; Cisunberc. Et stednavn Cisenberg er bekræftet omkring Augsburg i et charter fra omkring 1300. Den historiske begivenhed der er beskrevet (det Romerske angreb) er alment afvist at have nogen historisk værdi.